# Amieira (Oleiros)
Amieira é uma povoação portuguesa do Município de Oleiros que foi sede da extinta Freguesia de Amieira, freguesia que tinha 28,15 km² de área e 118 habitantes (2016), , e, por isso, uma densidade populacional de 4,2 hab/km².
A Freguesia de Amieira foi extinta (agregada) pela reorganização administrativa de 2013, tendo o seu território sido agregado ao da Freguesia de Oleiros para criar a Freguesia de Oleiros - Amieira.

## Freguesia
A Freguesia de Amieira era composta pelas seguintes povoações:

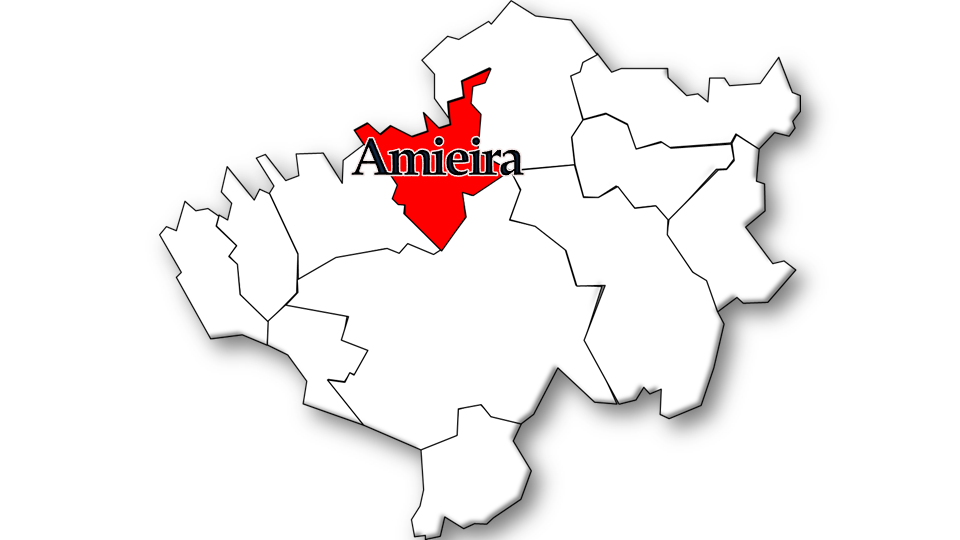
Localização no Município de Oleiros

- Abitureira
- Amieira
- Bacelos e Algar
- Bento
- Carvalhal Redondo
- Corga Sabrosa
- Covão Carvalho
- Covão do Lameiro
- Eira do Miguel
- Favaqueira
- Felgueiras
- Gralhal
- Horta da Junça
- Medrosa de Baixo
- Medrosa de Cima
- Sardoal de Baixo
- Sardoal de Cima
- Sendinho da Senhora
- Serra
- Urraca
- Vale da Eira
- Vale da Vinha
- Vale Figueira Baixo
- Vale Macieira
- Vale Tojal
- Vale Tomé
- Vinha

## Património
- Igreja de S. Francisco de Assis (matriz)
- Capelas de Nossa Senhora dos Remédios, de S. Miguel e de Nossa Senhora dos Aflitos
- Lagar de azeite
- Moinhos hidráulicos
- Trecho da albufeira da Barragem do Cabril
- Capelas de Nossa Senhora da Agonia e de Nossa Senhora da Guia